# Jeannine Gaudet-Brault
Pour les articles homonymes, voir Gaudet et Brault.
Jeannine Gaudet-Brault (7 avril 1930 à Béarn dans la province de Québec au Canada - ) est une Québécoise impliquée socialement. Elle a été enseignante pendant plus de 35 ans.

## Biographie
Elle est membre à vie de la Société d'histoire du Témiscamingue, elle en a aussi assuré la présidence à diverses reprises.
Elle a reçu de nombreux prix et distinctions au cours de sa carrière autant en éducation qu'en histoire.
Elle a grandement contribué au classement de sites historiques témiscamiens comme la Maison du colon à Ville-Marie. Elle a aussi siégé au comité des biens culturels du Québec, organisme qui présente au Ministère de la Culture, des Communications et de la Condition féminine du Québec les sites à classer, à conserver et à restaurer du patrimoine québécois.

## Honneur
- 1993 -  Chevalier de l'Ordre national du Québec